# Аленичев, Андрей Анатольевич
Андрей Анатольевич Аленичев (27 января 1971, Посёлок Мелиораторов, Великолукский район, Псковская область, РСФСР, СССР) — советский, российский футболист и тренер. Старший брат футболиста Дмитрия Аленичева. Мастер спорта России по футболу.

## Клубная карьера
Учился в средней общеобразовательной школе № 6 города Великие Луки. Футболом начал заниматься в спортивном комплексе «Экспресс» у тренера Леонида Алексеева, затем в ДЮСШ № 2 у Г. И. Яковлева. Начал карьеру в Великих Луках. С 1987 по 1989 год играл за любительскую команду радиозавода «Чайка» у Ю. М. Макарова. С 1990 по 1991 год был игроком псковской команды «Машиностроитель». В 1992 году несколько месяцев выступал в клубе Первой украинской лиги за «Приборист». В 1993 году вернулся в «Машиностроитель». С 1994 по 1995 год выступал за хорватский «Самобор», далее перешёл в хорватский клуб «Славония», за который провёл 7 матчей (3 гола) в высшем эшелоне чемпионата Хорватии сезона 1995/96, после чего перешёл в бельгийский «Генк». С 1996 по 1998 год выступал за команду «Энергия» (Великие Луки). С 1999 по 2005 год выступал в команде «Псков-2000», в составе которой стал мастером спорта. Завершил карьеру в 2008 году в клубе «Псков-747». Ежегодно братья Аленичевы в Великих Луках организуют матч памяти первого тренера Леонида Ивановича Алексеева.
Входил в тренерский штаб «Пскова-747», игравшего во втором дивизионе: в 2009 — главный тренер, в 2010 — помощник В. П. Косогова. Был главным тренером команды «Автофаворит» (Псков), игравшей в соревнованиях города, области и МРО «Северо-Запад», а также в 2018 году сыгравшей в 1/256 финала Кубка России.

## Административная деятельность
В ноябре 2006 года Андрей Аленичев был кандидатом на пост президента Псковской областной федерации футбола, но по результатам выборов уступил Алексею Севастьянову. 19 января 2007 года Аленичев был назначен вице-президентом этой организации. В этой должности он курирует работу комитетов и комиссий областной федерации футбола и возглавляет деятельность комитета массового футбола. С марта 2012 года избран депутатом Псковской городской Думы 5-го созыва. В марте 2013 года был избран председателем псковской областной федерации футбола.

## Личная жизнь
В 1996 году окончил Великолукский государственный институт физической культуры. В 2009 году окончил Межотраслевой региональный центр повышения квалификации профессиональной переподготовки «Высшая школа тренеров» Российского государственного университета физической культуры, спорта и туризма.
Сын Максим (род. 2001) — футболист команды «Луки-Энергия».